# 45 Ophiuchi
45 Ophiuchi (45 Oph / d Ophiuchi / HD 157919 / HR 6492) es una estrella en la constelación de Ofiuco de magnitud aparente +4,29. Se encuentra a 111 años luz de distancia del sistema solar.
45 Ophiuchi es una gigante o subgigante blanco-amarilla de tipo espectral F5III-IV.
Tiene una temperatura superficial de aproximadamente 6926 K y su contenido metálico es similar al solar ([Fe/H] = + 0,04).
Brilla con una luminosidad 18 veces mayor que la luminosidad solar y, aunque su radio es 2,8 veces más grande que el radio solar, su tamaño es mucho menor que el de otras gigantes más frías.
Su velocidad de rotación proyectada —límite inferior de la misma— es de 46 km/s.
Más masiva que el Sol —su masa se estima entre 1,82 y 1,89 masas solares, según la fuente consultada—, su edad aproximada es de 1100 millones de años.
Pese a que la composición elemental de 45 Ophiuchi es, en líneas generales, semejante a la del Sol, existen elementos claramente «sobreabundantes» en relación con los parámetros solares.
Escandio e itrio son 3,4 veces más abundantes que en el Sol, mientras que praseodimio y bario son 5,2 veces más abundantes.
Sin embargo, es el europio el elemento que presenta una mayor discrepancia respecto al nivel del Sol, siendo unas 8 veces más abundante que en nuestra estrella ([Eu/H] = +0,91).